# جون فوكس (سياسي أمريكي)
جون فوكس (بالإنجليزية: John Fox)‏ هو سياسي أمريكي، ولد في 30 يونيو 1835 في كندا، وتوفي في 17 يناير 1914 في الولايات المتحدة. حزبياً، نشط في الحزب الديمقراطي. وقد انتخب عضو مجلس ولاية نيويورك وانتخب عضو مجلس النواب الأمريكي.